# Beaumont (Teksas)

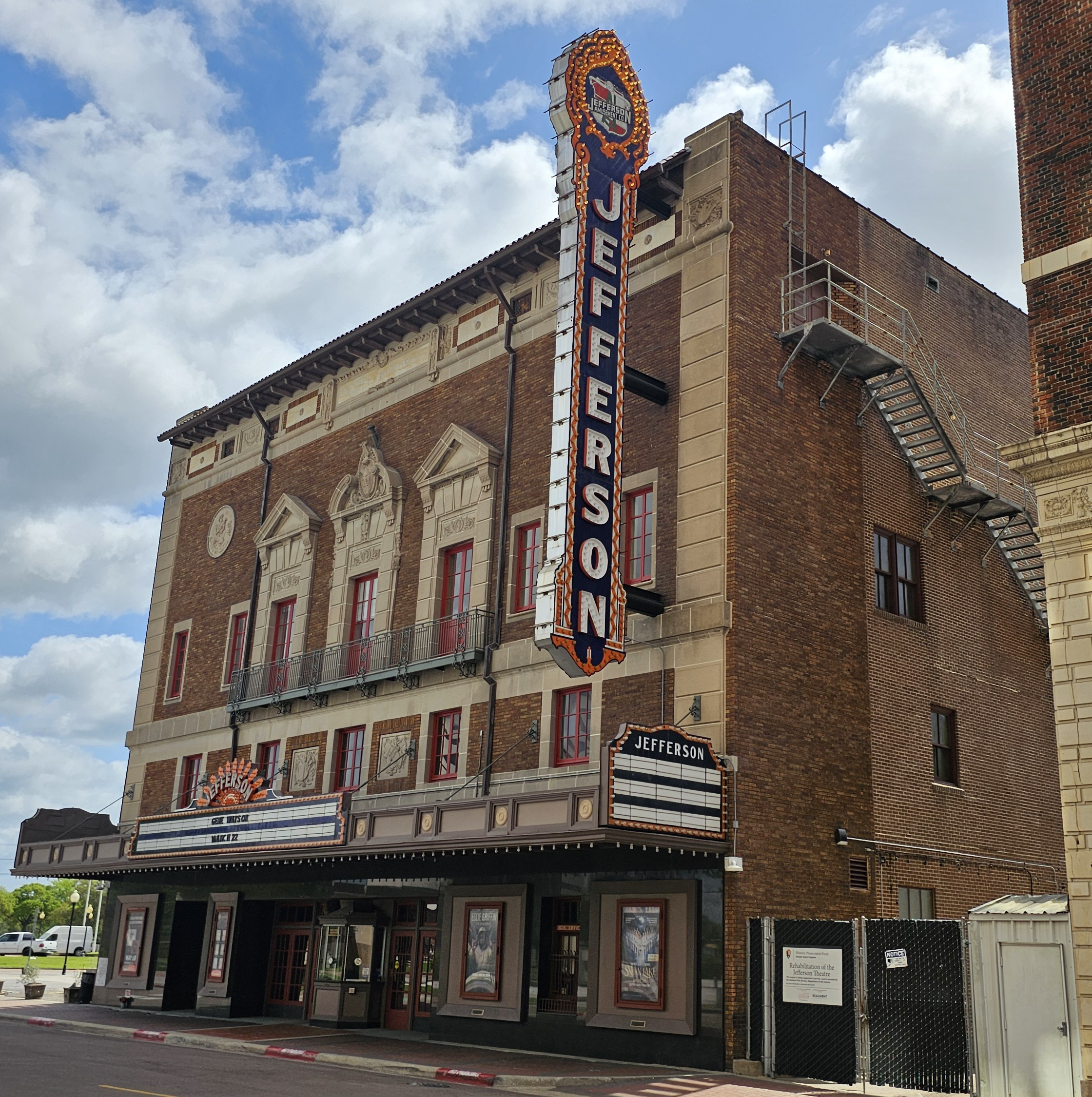
Jefferson Theatre

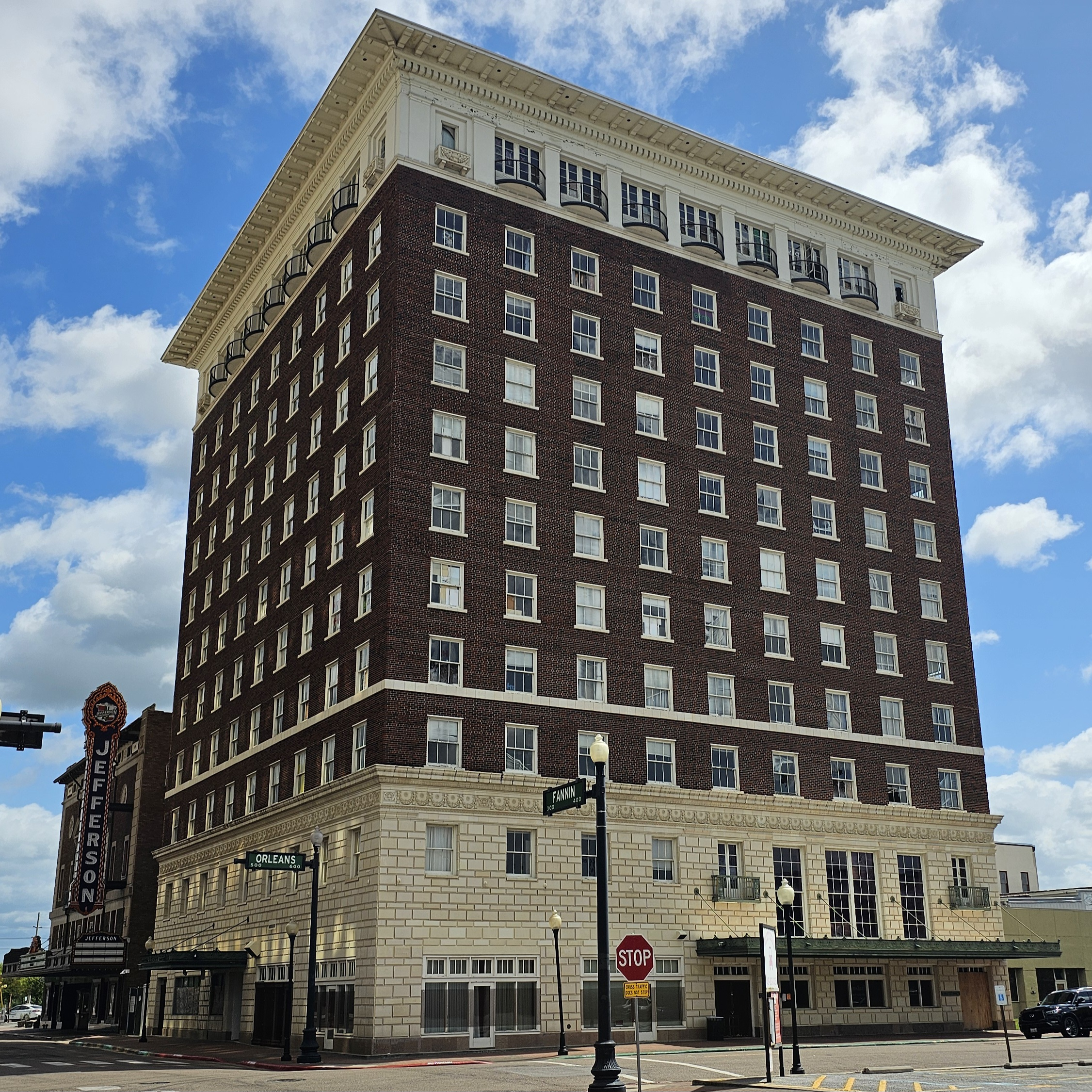
Hotel Beaumont

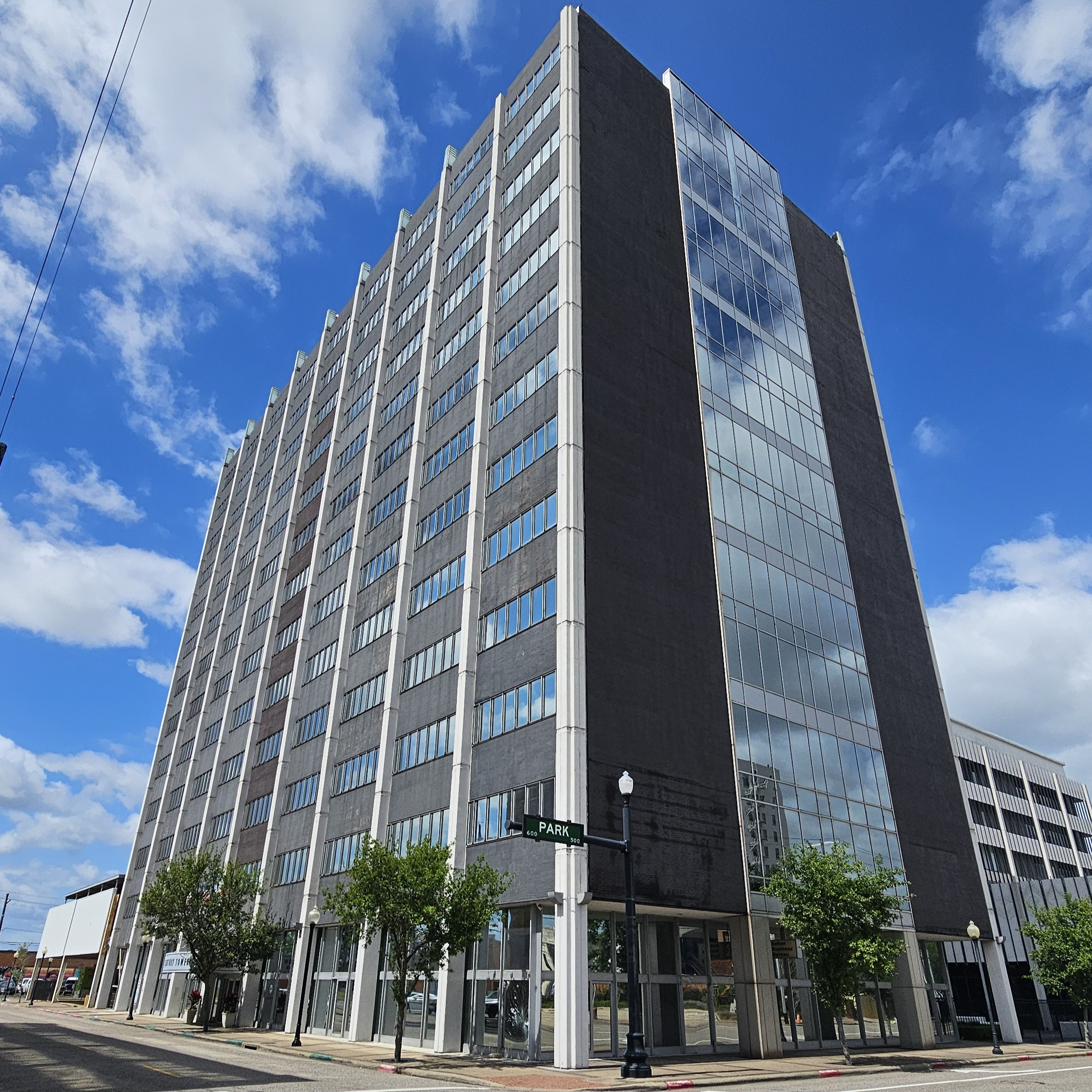
Century Tower

Beaumont – miasto w Stanach Zjednoczonych, w stanie Teksas, położone nad rzeką Neches. Skupia 395,5 tys. mieszkańców w obszarze metropolitalnym.
Ośrodek przemysłowy; rafinacja ropy naftowej, port naftowy połączony z Zatoką Meksykańską, papiernie. W mieście rozwinął się przemysł chemiczny, stoczniowy oraz spożywczy.
Wraz z Port Arthur i Orange tworzą tzw. Złoty Trójkąt, ważny region przemysłowy w Zatoce Meksykańskiej.
Miasto posiada też uniwersytet stanowy Lamar University.

## Demografia
Według danych pięcioletnich z 2022 roku, 45,6% mieszkańców Beaumont stanowi ludność czarna lub Afroamerykanie, 36,3% ludność biała (28,8% nie licząc Latynosów), 9,4% było rasy mieszanej, 3,3% Azjaci i 0,09% rdzenna ludność Ameryki. Latynosi stanowią 20,2% ludności miasta. 11,2% mieszkańców urodziło się poza granicami Stanów Zjednoczonych.

## Religia
Największe członkostwo w aglomeracji deklarują (2020):
- Kościoły baptystyczne – ponad 90 tys. członków w 235 zborach,
- Kościół katolicki – 83 562 członków w 33 parafiach,
- bezdenominacyjne zbory ewangelikalne – 33,1 tys. członków w 119 zborach,
- Kościoły metodystyczne – 15 188 członków w 39 kościołach,
- Kościoły zielonoświątkowe – ponad 10 tys. członków w 91 zborach.